# Changes Tour
Changes Tour – nadchodząca czwarta trasa koncertowa kanadyjskiego piosenkarza i autora tekstów Justina Biebera w ramach promocji jego piątego albumu studyjnego, Changes (2020), która rozpocznie się 14 maja 2020 roku w Seattle w Waszyngtonie, natomiast zakończy się 26 września 2020 roku w East Rutherford w New Jersey, do tej pory obejmując w liczbę 45 występów na terenie Ameryki Północnej.

## Lista koncertów
| Data             | Miejscowość       | Państwo           | Obiekt           | Support             | Frekwencja       | Dochód (USD)     |
| Ameryka Północna | Ameryka Północna  | Ameryka Północna  | Ameryka Północna | Ameryka Północna    | Ameryka Północna | Ameryka Północna |
| ---------------- | ----------------- | ----------------- | ---------------- | ------------------- | ---------------- | ---------------- |
| 14 maja 2020     | Seattle           | Stany Zjednoczone |                  | Jaden Smith Kehlani | TBA              | TBA              |
| 17 maja 2020     | Portland          | Stany Zjednoczone |                  | Jaden Smith Kehlani | TBA              | TBA              |
| 19 maja 2020     | Sacramento        | Stany Zjednoczone |                  | Jaden Smith Kehlani | TBA              | TBA              |
| 22 maja 2020     | Santa Clara       | Stany Zjednoczone |                  | Jaden Smith Kehlani | TBA              | TBA              |
| 26 maja 2020     | San Diego         | Stany Zjednoczone |                  | Jaden Smith Kehlani | TBA              | TBA              |
| 29 maja 2020     | Pasadena          | Stany Zjednoczone |                  | Jaden Smith Kehlani | TBA              | TBA              |
| 2 czerwca 2020   | Las Vegas         | Stany Zjednoczone |                  | Jaden Smith Kehlani | TBA              | TBA              |
| 5 czerwca 2020   | Glendale          | Stany Zjednoczone |                  | Jaden Smith Kehlani | TBA              | TBA              |
| 9 czerwca 2020   | Salt Lake City    | Stany Zjednoczone |                  | Jaden Smith Kehlani | TBA              | TBA              |
| 13 czerwca 2020  | Denver            | Stany Zjednoczone |                  | Jaden Smith Kehlani | TBA              | TBA              |
| 16 czerwca 2020  | Lincoln           | Stany Zjednoczone |                  | Jaden Smith Kehlani | TBA              | TBA              |
| 19 czerwca 2020  | Chicago           | Stany Zjednoczone |                  | Jaden Smith Kehlani | TBA              | TBA              |
| 21 czerwca 2020  | Minneapolis       | Stany Zjednoczone |                  | Jaden Smith Kehlani | TBA              | TBA              |
| 24 czerwca 2020  | Milwaukee         | Stany Zjednoczone |                  | Jaden Smith Kehlani | TBA              | TBA              |
| 27 czerwca 2020  | Arlington         | Stany Zjednoczone |                  | Jaden Smith Kehlani | TBA              | TBA              |
| 30 czerwca 2020  | Nowy Orlean       | Stany Zjednoczone |                  | Jaden Smith Kehlani | TBA              | TBA              |
| 2 lipca 2020     | Houston           | Stany Zjednoczone |                  | Jaden Smith Kehlani | TBA              | TBA              |
| 6 lipca 2020     | Kansas City       | Stany Zjednoczone |                  | Jaden Smith Kehlani | TBA              | TBA              |
| 8 lipca 2020     | Tulsa             | Stany Zjednoczone |                  | Jaden Smith Kehlani | TBA              | TBA              |
| 11 lipca 2020    | Nashville         | Stany Zjednoczone |                  | Jaden Smith Kehlani | TBA              | TBA              |
| 13 lipca 2020    | St. Louis         | Stany Zjednoczone |                  | Jaden Smith Kehlani | TBA              | TBA              |
| 15 lipca 2020    | North Little Rock | Stany Zjednoczone |                  | Jaden Smith Kehlani | TBA              | TBA              |
| 18 lipca 2020    | Atlanta           | Stany Zjednoczone |                  | Jaden Smith Kehlani | TBA              | TBA              |
| 21 lipca 2020    | Miami             | Stany Zjednoczone |                  | Jaden Smith Kehlani | TBA              | TBA              |
| 25 lipca 2020    | Tampa             | Stany Zjednoczone |                  | Jaden Smith Kehlani | TBA              | TBA              |
| 27 lipca 2020    | Columbia          | Stany Zjednoczone |                  | Jaden Smith Kehlani | TBA              | TBA              |
| 29 lipca 2020    | Greensboro        | Stany Zjednoczone |                  | Jaden Smith Kehlani | TBA              | TBA              |
| 1 sierpnia 2020  | Filadelfia        | Stany Zjednoczone |                  | Jaden Smith Kehlani | TBA              | TBA              |
| 4 sierpnia 2020  | Pittsburgh        | Stany Zjednoczone |                  | Jaden Smith Kehlani | TBA              | TBA              |
| 6 sierpnia 2020  | University Park   | Stany Zjednoczone |                  | Jaden Smith Kehlani | TBA              | TBA              |
| 8 sierpnia 2020  | Columbus          | Stany Zjednoczone |                  | Jaden Smith Kehlani | TBA              | TBA              |
| 12 sierpnia 2020 | Louisville        | Stany Zjednoczone |                  | Jaden Smith Kehlani | TBA              | TBA              |
| 14 sierpnia 2020 | Cleveland         | Stany Zjednoczone |                  | Jaden Smith Kehlani | TBA              | TBA              |
| 16 sierpnia 2020 | Grand Rapids      | Stany Zjednoczone |                  | Jaden Smith Kehlani | TBA              | TBA              |
| 18 sierpnia 2020 | Lexington         | Stany Zjednoczone |                  | Jaden Smith Kehlani | TBA              | TBA              |
| 21 sierpnia 2020 | Landover          | Stany Zjednoczone |                  | Jaden Smith Kehlani | TBA              | TBA              |
| 24 sierpnia 2020 | Buffalo           | Stany Zjednoczone |                  | Jaden Smith Kehlani | TBA              | TBA              |
| 26 sierpnia 2020 | Albany            | Stany Zjednoczone |                  | Jaden Smith Kehlani | TBA              | TBA              |
| 29 sierpnia 2020 | Detroit           | Stany Zjednoczone |                  | Jaden Smith Kehlani | TBA              | TBA              |
| 1 września 2020  | Ottawa            | Kanada            |                  | Jaden Smith Kehlani | TBA              | TBA              |
| 3 września 2020  | Quebec            | Kanada            |                  | Jaden Smith Kehlani | TBA              | TBA              |
| 10 września 2020 | Toronto           | Kanada            |                  | Jaden Smith Kehlani | TBA              | TBA              |
| 14 września 2020 | Montréal          | Kanada            |                  | Jaden Smith Kehlani | TBA              | TBA              |
| 17 września 2020 | Foxborough        | Stany Zjednoczone | Gillette Stadium | Jaden Smith Kehlani | TBA              | TBA              |
| 26 września 2020 | East Rutherford   | Stany Zjednoczone | MetLife Stadium  | Jaden Smith Kehlani | TBA              | TBA              |